# Alboácem Assaíde Almutadide
Alboácem Assaíde Almutadide (Abu al-Hasan as-Sa`id al-Mu'tadid), também denominado como Alboácem Almutadide Bialá Assaíde ibne Almamune (em árabe: الحسن المعتضد بالله السعيد بن المأمون; romaniz.: Abū al-Hasan al-mu`taḍid bi-llah as-sa`īd ben al-mā'mūn), foi um rei de Marrocos da  Dinastia almóada, reinou entre 1242 e 1248. Foi antecedido no trono por Abedalá Aluaide II, e foi seguido no trono por Abu Hafes Omar Almortada. 